# 浦源郑氏宗祠
浦源郑氏宗祠，位于中国福建省宁德市周宁县浦源镇浦源村，始建于南宋嘉定二年，现存建筑始建于明朝洪武十八年（1385年），历代历经重修，是华东地区少见的保存较为完好的宗祠建筑。浦源郑氏宗祠于2009年入选第七批福建省文物保护单位。

## 历史沿革
浦源郑氏宗祠随郑氏祖先迁入浦源村之时而建立，后在朝代更替中毁损。明朝洪武十八年（1385年），当地郑氏在原址重建宗祠。清朝道光年间及光绪二年（1876年）数次重修。中华人民共和国时期，宗祠于1996年进行了大规模整修。2009年11月16日，福建省人民政府将浦源郑氏宗祠公布为第七批省级文物保护单位，类型为古建筑，历史年代为清代。

## 建筑
浦源郑氏宗祠坐北朝南，总面积1830.2平方米，祠占地面积360平方米，建筑呈前窄后宽的船形，为单檐悬山顶穿斗抬梁混合式土木结构，高7米、进深18米、面阔3间，有门楼、大殿、戏台、正厅、后厅、回廊和管理房等组成部分。门墙为牌楼式，门前为八字屏墙，左右立有4对旗杆石。立柱用材硕大，主柱周长1.8米，上悬挂24副木质楹联。宗祠内还有50多个历代名人（包括明朝洪武进士吴伯宗、清朝宣統兵部尚书松寿、民国福建省长萨镇冰等）题写的牌匾、107个木制的祖宗和神主牌、宗谱族谱等文物。